# Chomiec
Chomiec est une localité polonaise située dans la gmina rurale et le powiat de Sławno en voïvodie de Poméranie-Occidentale. Elle se trouve à environ 178 km au nord-est de la capitale régionale Szczecin et à 20 km de la mer Baltique.

## Géographie

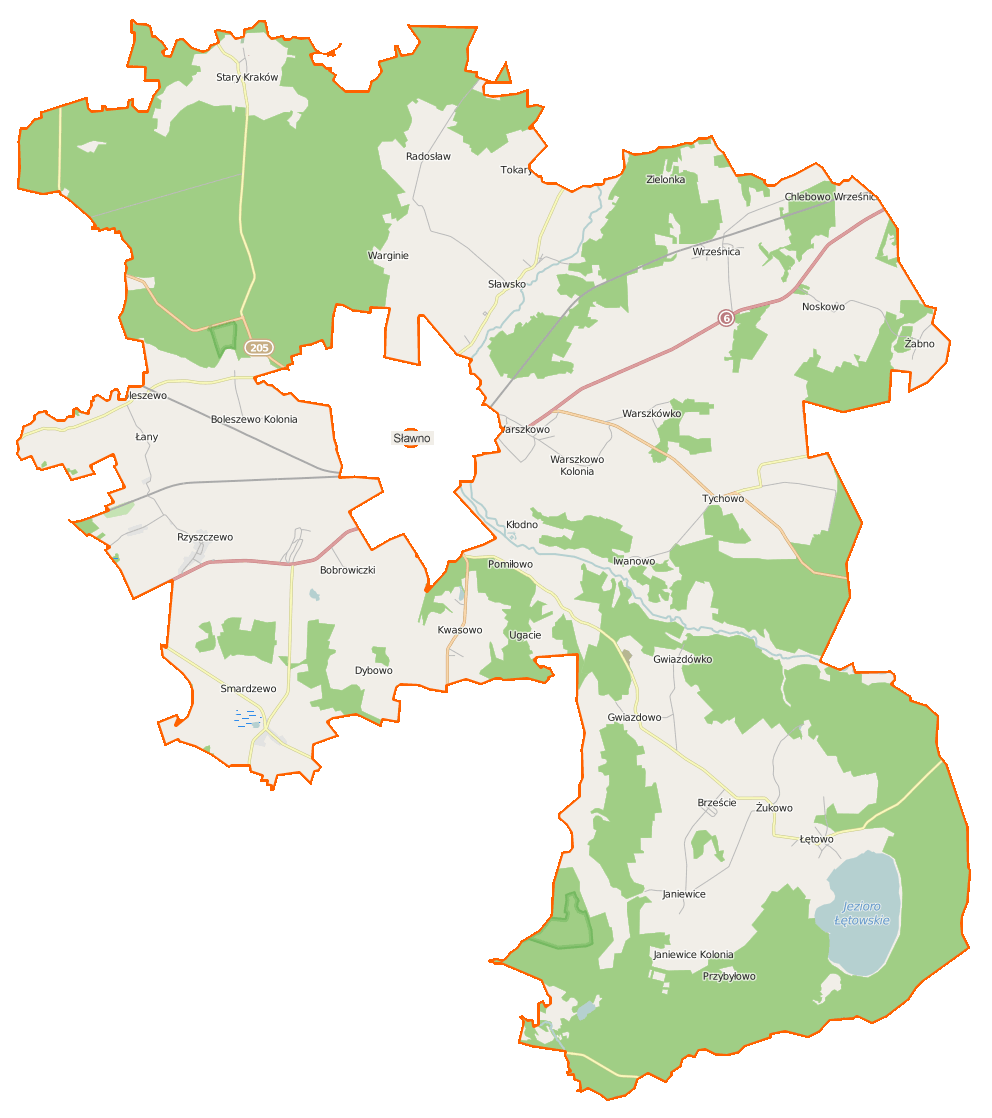
Carte de la gmina de Sławno.